# Acalolepta griseipennis
Acalolepta griseipennis är en skalbaggsart som först beskrevs av Thomson 1857.  Acalolepta griseipennis ingår i släktet Acalolepta och familjen långhorningar.
Artens utbredningsområde är:
- Laos.
- Burma.
- Nepal.

Inga underarter finns listade i Catalogue of Life.